# Pismo do Amerika
Pismo do Amerika é um filme de drama búlgaro de 2000 dirigido e escrito por Iglika Trifonova. Foi selecionado como representante da Bulgária à edição do Oscar 2001, organizada pela Academia de Artes e Ciências Cinematográficas.

## Elenco
- Phillip Avramov - Ivan